# بركة سمك
بركة سمك عبارة عن بحيرة اصطناعية تستخدم لتربية الأسماك والأحياء المائية الأخرى والطيور المائية كالبط. في القرون الوسطى في أوروبا كانت تكثر برك الأسماك في الأديرة والقلاع للإكتفاء الذاتي من الثروة السمكية. وتستخدم برك الأسماك أيضاً للصيد لأغراض ترفيهية ولتربية أنواع نادرة من الأسماك والأحياءوالطيور البحرية.

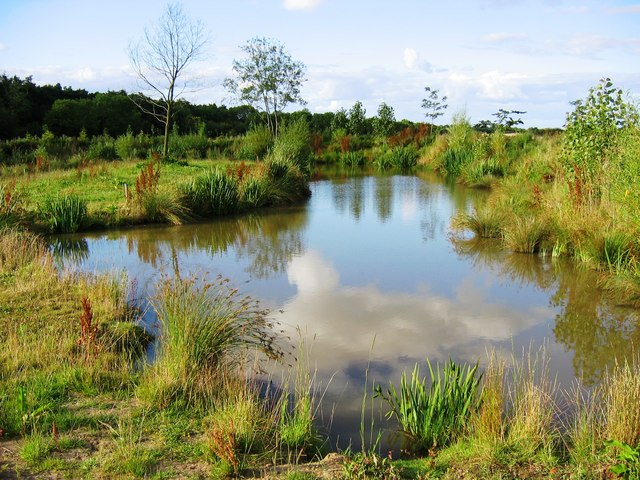
بركة سمك في إنكلترا.

## معرض صور

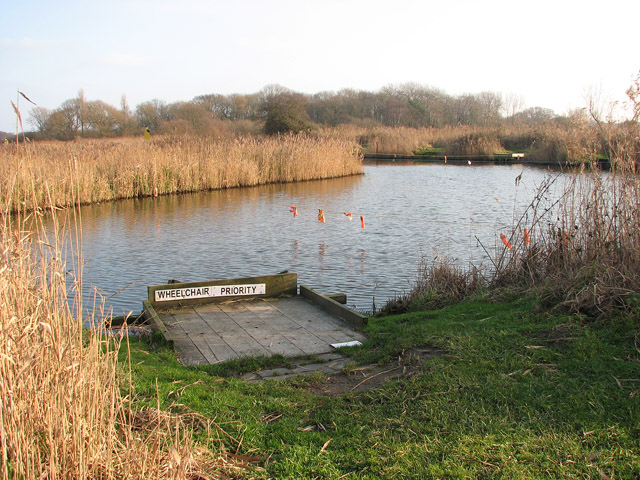
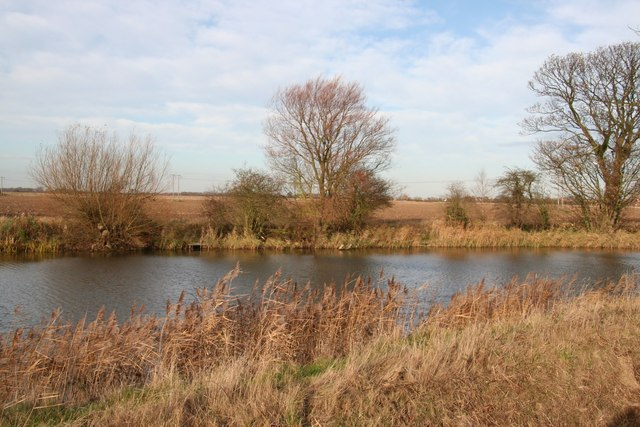
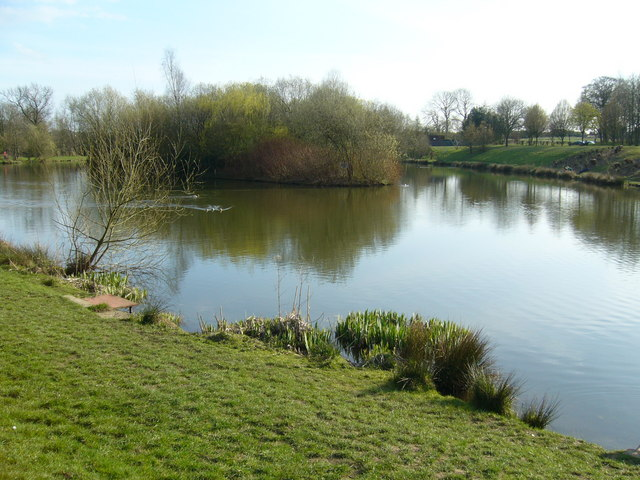
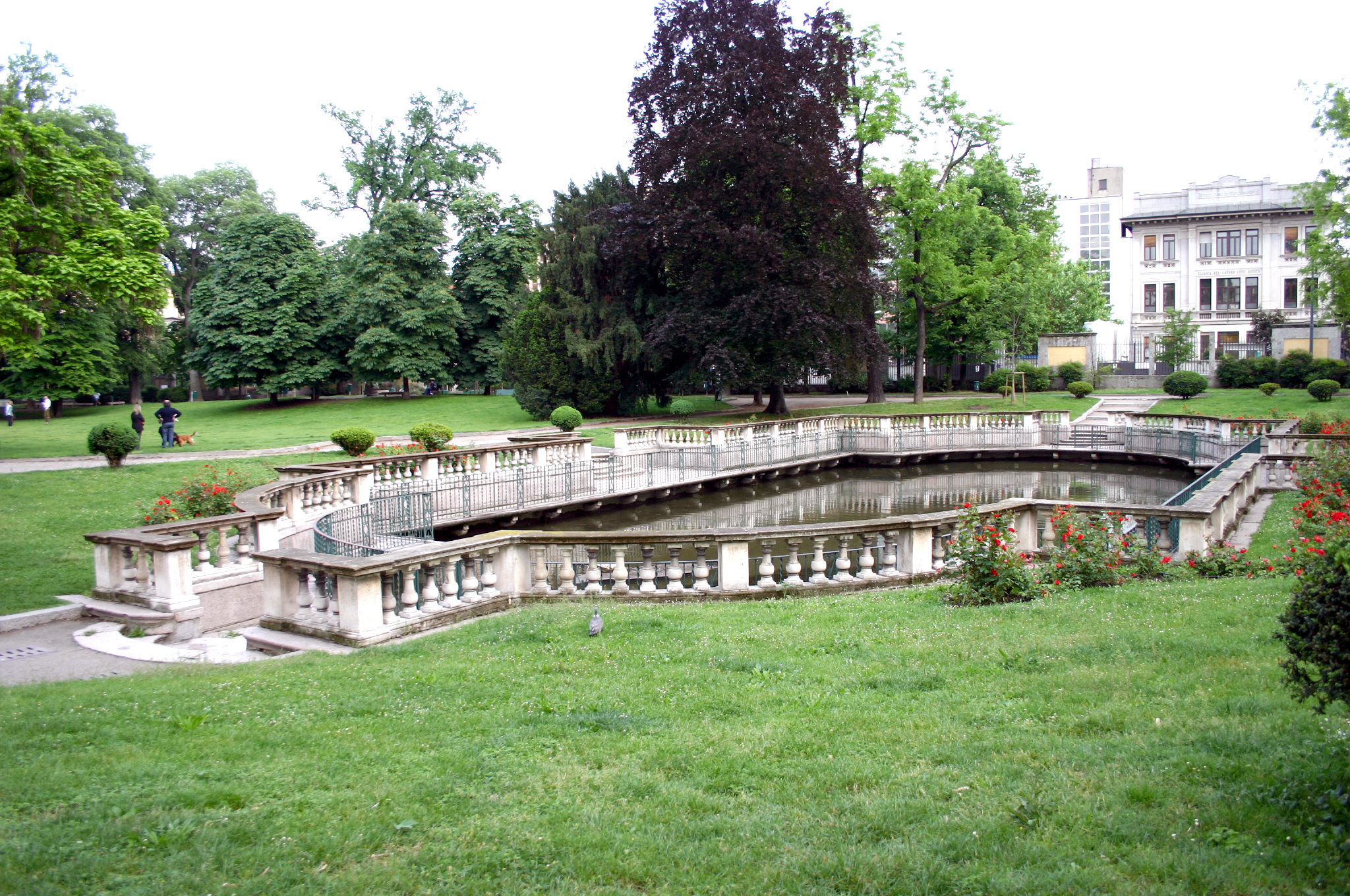
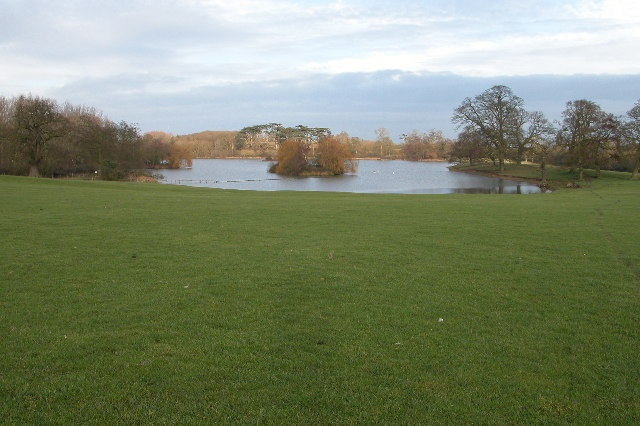